# Список сефевидских наместников Багдада
Список сефевидских наместников Багдада — список лиц, назначавшихся правителями города Багдада под властью империи Сефевидов.

## Список
Багдад дважды находился под властью Сефевидов. Сефевидское правление, начавшееся в 1508 году на первом этапе, продлилось до 1534 г.и в этом году город был захвачен Османской империей. Вторая фаза правления Сефевидов началась в 1623 году и продолжалась до 1638 года.
| Дата      | Правитель                   |
| --------- | --------------------------- |
| 1508-1515 | Лу Лу Хусейн                |
| 1515-1524 | Фанхарез                    |
| 1529-1533 | Мухаммад-хан ибн Шарафалдин |
| 1533-1534 | Мехмед Султан Хан Текали    |
| 1533-1534 | Сафиеддингул Хан            |
| 1631-1638 | Бекташ Хан                  |
| 1638      | Яфташ Хан                   |